# Žďár (Chodský Újezd)
Žďár (německy Brand) je malá vesnice a část obce Chodský Újezd v okrese Tachov. Nachází se asi 3,5 kilometru západně od Chodského Újezdu, v katastrálním území Žďár u Tachova o rozloze 18,19 km².

## Historie
První písemná zmínka o vesnici pochází z roku 1727. V letech 1938 až 1945 byl Žďár (pod názvem Brand) v důsledku uzavření Mnichovské dohody přičleněn k nacistickému Německu.

## Přírodní poměry
Na okraji vesnice se nachází přírodní památka Louky u Prostředního Žďáru. Dále na západ, v blízkosti státní hranice, jsou dvě přírodní rezervace: Bučina u Žďáru a Tišina.

## Obyvatelstvo
V roce 1913 ze 440 obyvatel Žďáru hovořil pouze jeden česky, obec spadala pod farnost u kostela svatého Jana a Pavla v Halži a poštu Svatý Kříž. O osm let později, kdy se obec se rozkládala na 1819 hektarech, bylo ze 418 obyvatel Žďáru 207 mužů a 211 žen, z nich se 7 hlásilo k československé národnosti a zbytek k německé, 414 osob vyznávalo římskokatolické náboženství, 1 osoba evangelické a tři osoby byly bez vyznání.
| Rok            | 1869 | 1880 | 1890 | 1900 | 1910 | 1921 | 1930 | 1950 | 1961 | 1970 | 1980 | 1991 | 2001 | 2011 | 2021 |
| -------------- | ---- | ---- | ---- | ---- | ---- | ---- | ---- | ---- | ---- | ---- | ---- | ---- | ---- | ---- | ---- |
| Počet obyvatel | 404  | 414  | 427  | 423  | 440  | 418  | 362  | 158  | 112  | 69   | 50   | 40   | 46   | 49   | 38   |
| Počet domů     | 58   | 65   | 65   | 69   | 70   | 69   | 71   | 72   | 21   | 20   | 18   | 17   | 18   | 19   | 20   |

## Obecní správa
Žďár je od 4. ledna 1994 částí obce Chodský Újezd v okrese Tachov. Při sčítání lidu v letech 1850–1961 býval samostatnou obcí a v letech 1961–1994 patřil k obci Halže. V letech 1869 až 1910 byla obec uváděna pod názvem Brand. V  polovině 19. století byly součástí Žďáru osady Přední Žďár (Vorder Brand), Prostřední Žďár (Mittel Brand) a Zadní Žďár (Hinter Brand), z nichž první dvě existují dosud, od nich severně ležely osady Ganapartel a Galtenstallung a severozápadně osada Viehruh. V roce 1893 již není uváděna osada Galtenstallung, osada Ganapartel je uváděna jako Gannabartl a nově se objevuje osada Buschhäuser. Tři osady Žďár (Vorder, Mittel a Hinter Brand), osady Ganabartl, Viehruh (s myslivnou) a osada V Houštině (Buschhäuser) se uvádějí i při sčítání obyvatel v roce 1921 a 1930. Do roku 1930 byl Žďár součástí historického okresu Planá, v roce 1950 okresu Mariánské Lázně a od roku 1961 částí obce Halže v okrese Tachov.